# Cryptosporidium
Cryptosporidium is een geslacht van kleine parasieten die zeer hevige diarree kunnen veroorzaken. De parasiet is berucht bij aidspatiënten. Het zijn oocysten van 4-6 μm grootte. De parasieten zijn goed te zien in een gemodificeerde Ziehl-Neelsen-kleuring of kinyoun-kleuring. De parasiet komt wereldwijd voor en het reservoir zijn zeer veel diersoorten. De parasiet is bestand tegen veel veelgebruikte desinfectie-middelen, in het bijzonder chloor. Ozon en ultraviolet licht zijn wel effectief.
De parasiet komt vaker voor bij kinderen dan bij volwassenen en de diarree gaat bij deze patiënten vanzelf over. Een behandeling met antibiotica heeft geen zin, omdat het niet gaat om een bacterie, maar apicomplexe protozoa. Een ORS oplossing wordt vaak toegediend om uitdroging tegen te gaan.
Er zijn diverse Cryptosporidium-uitbraken gemeld, veroorzaakt door besmet drinkwater. De grootste en bekendste uitbraak met Cryptosporidium protozoaire was in 1993 in Milwaukee, waarbij er binnen twee weken 403.000 mensen besmet raakten, waarvan er ruim 100, voornamelijk aidspatiënten, overleden.

## Soorten
De volgende soorten zijn bij het geslacht ingedeeld:
- Cryptosporidium ducismarci Traversa, 2010[4]
- Cryptosporidium molnari Alvarez-Pellitero & Sitja-Bobadilla, 2002
- Cryptosporidium nasoris Hoover, Hoerr, Carlton, Hinsmann & Ferguson, 1981
- Cryptosporidium nasorum Hoover et al., 1981
- Cryptosporidium parvum
- Cryptosporidium scophthalmi Alvarez-Pellitero, Quiroga, Sitjà-Bobadilla, Redondo, Palenzuela, Padrós, Vázquez & Nieto, 2004
- Cryptosporidium testudinis Ježková, Hořčičková, Hlásková, Sak, Květoňová, Novák, Hofmannová, McEvoy & Kváč, 2016[5]